# Regiclécia Cândido
Regiclécia Cândido (* 31. Januar 2002) ist eine brasilianische Leichtathletin, die sich auf den Dreisprung spezialisiert hat. 2025 wurde sie in dieser Disziplin in Cochabamba Hallensüdamerikameisterin.

## Sportliche Laufbahn
Erste internationale Erfahrungen sammelte Regiclécia Cândido im Jahr 2024, als sie bei den Ibero-Amerikanischen Meisterschaften in Cuiabá mit einer Weite von 13,23 m die Silbermedaille hinter ihrer Landsfrau Gabriele dos Santos gewann. Anschließend siegte sie mit 13,73 m bei den U23-Südamerikameisterschaften in Bucaramanga. Im Jahr darauf siegte sie dann mit neuem Meisterschaftsrekord von 14,17 m bei den Hallensüdamerikameisterschaften in Cochabamba. Anschließend gelangte sie bei den Hallenweltmeisterschaften in Nanjing mit 13,40 m auf Rang 13. Ende April gewann sie bei den Südamerikameisterschaften in Mar del Plata mit 13,76 m die Silbermedaille hinter ihrer Landsfrau Gabriele dos Santos. Anschließend belegte sie bei den World University Games in Bochum mit 13,40 m den siebten Platz.